# Oğuz Mataracı
Oğuz Mataracı (* 16. Juli 1996 in Istanbul) ist ein türkischer Fußballspieler.

## Karriere

### Verein
Mataracı kam im Istanbuler Stadtteil Kadıköy, dem Heimatbezirk von Fenerbahçe Istanbul, auf die Welt und begann 2006 in der Nachwuchsabteilung dieses Klubs mit dem Vereinsfußball. Im Sommer 2013 unterschrieb er mit Fenerbahçe einen Profivertrag über drei Jahre und wurde dann für die kommende Saison an den Drittligisten Turgutluspor ausgeliehen.
Im Sommer 2014 wurde zunächst sein Wechsel zum österreichischen Erstligisten LASK Linz verkündet. Nachdem dieser Transfer aber doch nicht zustande gekommen war, wurde er für die Saison 2014/15 für die Dauer einer Saison an den Erstligisten Antalyaspor ausgeliehen. Im Sommer 2015 wechselte er dann endgültig zu Antalyaspor.
In der Sommertransferperiode 2016 wurde er an den Drittligisten Büyükşehir Belediye Erzurumspor ausgeliehen.

### Nationalmannschaft
Mataracı kam 2012 zu zwei Einsätzen in der türkischen U-19-Nationalmannschaft.

## Erfolge
Antalyaspor
- Play-off-Sieger der TFF 1. Lig und Aufstieg in die Süper Lig: 2014/15